# Kpingni
Kpingni è un arrondissement del Benin situato nella città di Dassa-Zoumè (dipartimento delle Colline) con 7.795 abitanti (dato 2006).